# Anna Nicole Smith
Anna Nicole Smith, ursprungligen Vickie Lynn Hogan, född 28 november 1967 i Houston i Texas, död 8 februari 2007 i Hollywood i Florida, var en amerikansk fotomodell, skådespelare och sångerska. Hon använde namnet Vickie Smith i början av sin karriär, bland annat som playmate. Under sitt korta giftermål med J. Howard Marshall tog hon namnet Vickie Lynn Marshall, vilket hon behöll efter hans död.
Smith slog igenom som modell under tidigt 1990-tal och blev därefter känd genom sitt korta äktenskap med en 89-årig oljemiljardär samt efterföljande arvstvist. Senare hade hon en egen dokusåpa. Hennes liv och karriär skildras i operan Anna Nicole komponerad av Mark-Anthony Turnage 2011.

## Biografi

### Uppväxt
Anna Nicole Smith föddes i Houston i Texas. Fadern lämnade tidigt familjen och hon växte upp med sin mor och moster i den lilla orten Mexia, Texas, dit modern flyttade när Smith var barn. Smith inledde sin karriär som toplessdansös på olika barer i Houston. Den 4 april 1985, 17 år gammal, gifte hon sig med 16-årige Billy Wayne Smith, som är far till sonen Daniel Smith. Paret separerade 1987 och skildes 1993.

### Karriär
Smith blev snart uppmärksammad för sitt utseende i vidare kretsar. Hennes stora genombrott kom 1992 då hon framträdde på omslaget av Playboy och var tidningens Playmate för maj det året. Året därpå utsågs hon till Playmate of the Year. Efter Playboy-berömmelsen gjorde hon modereklam, bland annat som modell för Guess? och H&M, för vilka hon 1993 var decembermodell för damunderkläder. År 1994 var Smith med i sin första film då hon gjorde en mindre roll i bröderna Coens Strebern. Den följdes samma år av rollen som storbystad femme fatale i komedin Nakna pistolen 33⅓: Den slutgiltiga förolämpningen. Hennes filmkarriär tog dock aldrig fart på allvar.
Innan Smith blev berömd sades hon vilja bli "nästa Marilyn Monroe". På 1990-talet köpte hon Marilyn Monroes hus på 12 305 Fifth Helena Drive i Brentwood i Los Angeles. Marilyn Monroe avled i huset 1962. Smith bodde där en tid men sålde dock snart huset. År 2002 startade The Anna Nicole Show på den amerikanska TV-kanalen E!. Dokusåpan följde Smiths liv, som har beskrivits som udda, under två säsonger. Smith gjorde 2006 reklam för ett medel för bantning som heter Trimspa.

### Privatliv
Smith gifte sig andra gången den 27 juni 1994 med den 89-årige oljemiljardären J. Howard Marshall. Marshall hade lärt känna Smith 1991 då han besökte den toplesshow i Houston som hon då uppträdde i. Marshall avled den 4 augusti 1995, drygt ett år efter bröllopet. Efter en utdragen rättslig tvist mellan Smith och Marshalls söner tilldömdes Smith 4,3 miljarder kronor i arv efter sin make i september 2000. De rättsliga tvisterna fortsatte dock.
Den 7 september 2006 födde Smith dottern Dannielynn Hope i Bahamas. Endast tre dagar senare, den 10 september, avled Smiths 20-årige son Daniel Smith under ett besök hos modern på sjukhuset. Dödsorsaken angavs som drogrelaterad. Arton dagar därefter, den 28 september, gifte sig Smith vid en privat, informell ceremoni med Howard K. Stern, som då påstods vara fadern till Dannielynn. Stern var också Smiths advokat och figurerade även i dokusåpan The Anna Nicole Show. Vigselceremonin skedde ombord på en båt i Bahamas med en baptistpastor som vigselförrättare. I efterhand visade det sig dock att deras vigsel inte är juridiskt bindande i USA.

### Död
I februari 2007 befann sig Smith i Florida tillsammans med Howard K. Stern, enligt källor för att köpa en båt. Vid 14-tiden den 8 februari tillkallades ambulans till Seminole Hard Rock Hotel and Casino i Hollywood, Florida, det hotell där Smith bodde. Smith avled i ambulansen på väg till sjukhuset. Den 26 mars samma år meddelade de lokala myndigheterna i Broward County resultatet av den obduktion som utförts på Smiths kropp. Den visar att dödsorsaken var en överdos av receptbelagda läkemedel.

## Eftermäle
Smiths mor Virgie Arthur och Smiths advokat Howard K. Stern gick till domstol för att lösa tvisten om vem som skulle få begrava Smith. Den 23 februari 2007 dömde domstolen till Sterns favör. 2 mars samma år lades Smith till sista vilan bredvid sin son på Nassaus Lakeview Memorial Gardens and Mausoleum i Bahamas.
Det har senare visat sig att Larry Birkhead, Smiths tidigare pojkvän, är far till parets dotter.

## Filmografi
- 2007 - Illegal Aliens
- 2004 - Miss Cast Away
- 2004 - Wasabi Tuna
- 2002 - The Anna Nicole Show
- 2000 - N.Y.U.K
- 1998 - Anna Nicole Smith: Exposed
- 1996 - Skyscraper
- 1995 - Farligt förspel
- 1994 – Strebern
- 1994 - Nakna pistolen 33⅓: Den slutgiltiga förolämpningen